# Пиньковский, Глеб Станиславович
Глеб Станиславович Пиньковский (15 апреля 1928, Зелёное, Криворожский округ — 15 ноября 2019) — советский и украинский учёный, доктор технических наук, профессор Национального горного университета, академик Академии горных наук Украины.

## Биография
Родился 15 апреля 1928 года в селе Зелёное. Член КПСС.
С 1953 года — на хозяйственной, общественной и политической работе. В 1953—2013 гг. — инженер-маркшейдер, главный маркшейдер, заместитель главного инженера шахтопроходческого управления на строительстве шахт в Донбассе, начальник производственного отдела треста «Кривбассшахтопроходка», начальник шахтостроительных управлений, управляющий трестом «Павлоградшахтострой», директор шахты «Благодатная», директор института «Днепрогипрошахт», генеральный директор проектно-научного объединения «Западуглепроект», профессор Национального горного университета, академик Академии горных наук Украины.
За высокоэффективное промышленное освоение нового угольного месторождения Западного Донбасса с особо сложными горно-геологическими условиями был в составе коллектива удостоен Государственной премии СССР в области науки и техники 1975 года.
Жил в селе Майское Павлоградского района на Украине.
Умер 15 ноября 2019 года.

## Награды
- орден Трудового Красного Знамени;
- орден Дружбы народов;
- орден «Знак Почёта»;
- орден «За мужество» III степени (2006)[3];
- знак «Шахтёрская слава» 3-х степеней;
- знак МЧС «Запобігти, врятувати, допомогти»;
- дважды золотая и трижды серебряная медаль ВДНХ СССР «За достижения в развитии народного хозяйства СССР»;
- Государственная премия СССР;
- Заслуженный изобретатель УССР.